# Araeoncus discedens
Araeoncus discedens es una especie de araña araneomorfa del género Araeoncus, familia Linyphiidae. La especie fue descrita científicamente por Simon en 1881.
La longitud del cuerpo del macho es de 1,7 milímetros. La especie se distribuye por Europa: España, Francia e Italia.